# Secret Summerdream
Secret Summerdream är en EP av Stacks, tillika bandets första och enda skivsläpp. Skivan gavs ut 1997 på skivbolaget Startracks.

## Tillkomst och produktion
Skivan spelades in i Janik Studios i augusti 1997 av Per Nylén, mixades i Air Play Studios i september samma år av Niklas Sjöberg och mastrades i Polar Studios i oktober samma år av Mia Lorentzon.

## Låtlista
Text: Pija Niemi, musik: Henrik Lokind.
1. "Secret Summerdream" - 3:16
2. "Baltimore" - 3:33
3. "Waitress" - 4:01
4. "Pin Me Down" - 3:55
5. "Trespassing" - 3:36

### Fotnoter
1. 1 2  ”Stacks”. Svensk mediedatabas. http://smdb.kb.se/catalog/search?q=stacks+secret&x=0&y=0. Läst 4 mars 2012.
2. ↑  ”Stacks”. Startracks. Arkiverad från originalet den 4 februari 2014. https://web.archive.org/web/20140204054603/http://startracks.se/releases.asp?id=66. Läst 4 mars 2012.